# Institut français de Jordanie
Pour les articles homonymes, voir IFJ.
L'Institut français de Jordanie (IFJ), fait partie du réseau mondial des instituts français. Son antenne principale se trouve à Amman, la plus grande ville et capitale de la Jordanie.

## Historique
Le Centre culturel français (CCF) de Jordanie fut inauguré en 1963, sur la colline de Jabal Webdeh 
Il fut renommé « Institut français » en 2012 dans le cadre d’une réforme mondiale du réseau culturel et de coopération du Ministère français des Affaires étrangères et européennes initiée par la loi du 27 juillet 2010, en remplacement des activités culturelles françaises qui étaient jusque-là réunies au sein de l'association Culturesfrance.

## Rôle éducatif
Le but premier de l'Institut est de proposer des cours, formations et examens de français à un public aussi large que possible. L'IF est accrédité pour faire passer et délivrer différentes certifications internationales, comme: le DELF, le DALF, le TCF ou CIMA. En outre l'IFJ propose également des cours d'arabe (langue).
Sa médiathèque offre un accès à environ 12 000 documents en français, en complément de la "culturethèque" en ligne de l'Institut Français.

## Activités
Le centre culturel de l'institut participe à la scène culturelle locale, en créant des dizaines d'évènements annuels. Ses activités s'opèrent également en ligne, par des projets réguliers d'encouragement à la culture.